# Třetí vláda Tiita Vähiho

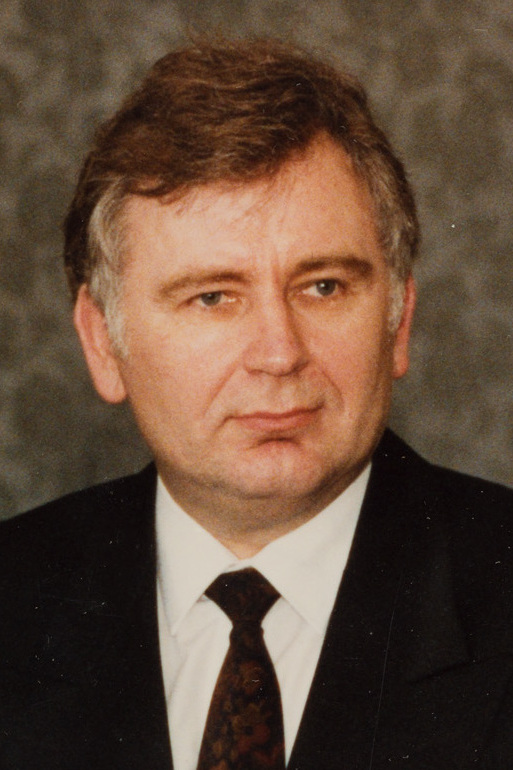
Tiit Vähi v královském paláci ve Stockholmu '92

Třetí vláda Tiita Vähiho byla vládou Estonské republiky od 6. listopadu 1995 do 17. března 1997
| Funkce                           | Jméno                | Funkční období        | Strana       |
| -------------------------------- | -------------------- | --------------------- | ------------ |
| Premiér                          | Tiit Vähi            | 06.11.1995–17.03.1997 | Koonderakond |
| Ministr spravedlnosti            | Paul Varul           | 06.11.1995–17.03.1997 |              |
| Ministr obrany                   | Andrus Öövel         | 06.11.1995–17.03.1997 |              |
| Ministr životního prostředí      | Villu Reiljan        | 06.11.1995–17.03.1997 |              |
| Ministr kultury a školství       | Jaak Aaviksoo        | 06.11.1995–01.01.1996 |              |
| Ministr kultury                  | Jaak Allik           | 01.01.1996–17.03.1997 |              |
| Ministr školství                 | Jaak Aaviksoo        | 01.01.1996–30.11.1996 |              |
| Ministr školství                 | Rein Loik            | 02.12.1996–17.03.1997 |              |
| Ministr hospodářství             | Andres Lipstok       | 06.11.1995–30.11.1996 |              |
| Ministr hospodářství             | Jaak Leimann         | 02.12.1996–17.03.1997 |              |
| Ministr zemědělství              | Ilmar Mändmets       | 06.11.1995–17.03.1997 |              |
| Ministr financí                  | Mart Opmann          | 06.11.1995–17.03.1997 |              |
| Ministr vnitra                   | Märt Rask            | 06.11.1995–01.12.1996 |              |
| Ministr vnitra                   | Riivo Sinijärv       | 02.12.1996–17.03.1997 |              |
| Ministr sociálních věcí          | Toomas Vilosius      | 06.11.1995–01.12.1996 |              |
| Ministryně sociálních věcí       | Tiiu Aro             | 02.12.1996–17.03.1997 |              |
| Ministr dopravy a infrastruktury | Kalev Kukk           | 06.11.1995–30.11.1996 |              |
| Ministr dopravy a infrastruktury | Raivo Vare           | 02.12.1996–17.03.1997 |              |
| Ministr zahraničních věcí        | Siim Kallas          | 06.11.1995–22.11.1996 |              |
| Ministr zahraničních věcí        | Toomas Hendrik Ilves | 02.12.1996–17.03.1997 |              |
| Ministr bez portfeje             | Jaak Allik           | 06.11.1995–01.01.1996 |              |
| Ministerin ohne Geschäftsbereich | Andra Veidemann      | 09.12.1996–17.03.1997 |              |
| Ministr bez portfeje             | Endel Lippmaa        | 17.11.1995–06.08.1996 |              |
| Ministr bez portfeje             | Riivo Sinijärv       | 06.08.1996–01.12.1996 |              |
| Ministr bez portfeje             | Tiit Kubrik          | 06.11.1995–17.03.1997 |              |